# Rivière Annapolis
Pour les articles homonymes, voir Annapolis (homonymie).
La rivière Annapolis de la Nouvelle-Écosse prend sa source dans le bassin d'Annapolis et s'écoule vers la baie de Fundy. Elle traverse le comté d'Annapolis dans un axe approximativement nord-est–sud-ouest. 

## Géographie
Longue d'environ 120 à 160 km selon les sources, la rivière a un débit annuel d'environ 1 000 000 000 m³
La région entourant la rivière est reconnue pour son agriculture et pour ses vergers de pommiers,.

## Historique

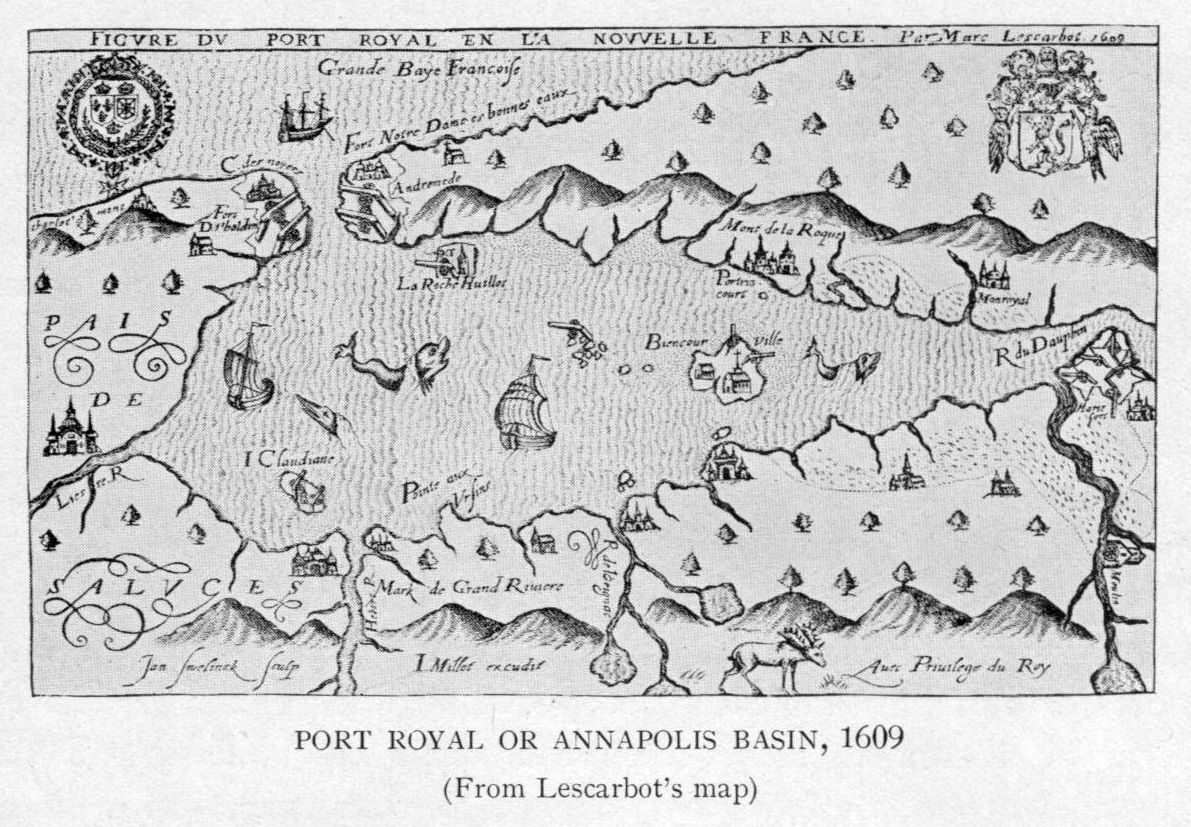
Gravure de Samuel de Champlain en 1609 montrant le nom de Rivière du Dauphin.

La vallée de l'Annapolis fut sélectionnée pour le premier établissement français en Amérique du Nord. En 1605, Pierre Dugua de Mons y créa l'Habitation de Port-Royal. La rivière était dénommée rivière du Dauphin, et auparavant, la rivière de l'Équille ou de la Guille.
Les premiers colons y créent des terres cultivables grâce à des techniques européennes transformant les zones marécageuses et terres fertiles à l'aide de digues. Le système fut maintenu et amélioré au fil du temps.